# Drymodes brunneopygia
Drymodes brunneopygia es una especie de ave paseriforme perteneciente a la familia Petroicidae, del género Drymodes.

## Subespecies
- Drymodes brunneopygia brunneopygia
- Drymodes brunneopygia colcloughi
- Drymodes brunneopygia pallidus

## Localización
Es una especie de ave endémica de Australia.